# Locmiquélic
Locmiquélic är en kommun i departementet Morbihan i regionen Bretagne i nordvästra Frankrike. Kommunen ligger i kantonen Port-Louis som tillhör arrondissementet Lorient. År 2022 hade Locmiquélic 4 094 invånare.

## Befolkningsutveckling
Antalet invånare i kommunen Locmiquélic
| Referens: INSEE |